# Estació de Puigverd de Lleida
Puigverd de Lleida és una estació de ferrocarril propietat d'adif situada al nord de la població de Puigverd de Lleida,  a la comarca del Segrià. L'estació es troba a la línia Tarragona-Reus-Lleida i hi tenen parada trens de les línies R13 i R14 dels serveis regionals de Rodalies de Catalunya, operat per Renfe Operadora.
Aquesta estació es va posar en funcionament l'any 1879 quan va entrar en servei el tram construït per la Companyia del Ferrocarril de Montblanc a Lleida (posteriorment LRT) entre Juneda (1878) i Lleida.
L'any 2016 va registrar l'entrada de menys de 1.000 passatgers.

## Serveis ferroviaris
| Serveis regionals de Rodalies de Catalunya |                 |       |        |                                                          |
| Procedència/Destinació                     | <               | Línia | >      | Procedència/Destinació                                   |
| Lleida Pirineus                            | Lleida Pirineus |       | Juneda | Barcelona-Estació de França Barcelona-Sant Andreu Comtal |
| Lleida Pirineus                            | Lleida Pirineus |       | Juneda | Barcelona-Estació de França Barcelona-Sant Andreu Comtal |